# مارتا لانگباین
مارتا لانگباین (آلمانی: Martha Langbein؛ زادهٔ ۲۲ مهٔ ۱۹۴۱) دونده سرعت زن اهل آلمان است.